# Xanthomonas
Xanthomonas (griech. xanthos „gelb“, monas „Monade“) ist eine Gattung von gramnegativen Bakterien, die der Familie Lysobacteraceae (früher als Xanthomonadaceae bezeichnet) zugerechnet werden.  Der Befall von Kulturpflanzen mit unterschiedlichen Arten und Pathovaren (pv.) von Xanthomonas führt zu unterschiedlich ausgeprägten Bakteriosen und zu teilweise bedeutenden Schädigungen der Pflanze und damit kommerziell angebauter Kulturpflanzen. Für den Menschen ist Xanthomonas allerdings ungefährlich.

## Beschreibung
Bakterien der Gattung Xanthomonas sind gerade stäbchenförmige, 0,2–1 × 0,6–4 µm große Einzeller. Zur Fortbewegung sind sie polar begeißelt (meist monotrich). Sie wachsen aerob, sind oxidativ und bilden keine Sporen. Bei Gram-Färbung sind sie der gramnegativen Gruppe zugehörig. Xanthomonas-Bakterien bilden wasserunlösliche gelbe Xanthomonadin-Farbpigmente, die das Bakterium möglicherweise nach einer Pflanzeninfektion vor photobiologischer Schädigung schützen. Der GC-Gehalt beträgt bei der Xanthomonas campestris-Gruppe 63,5–69,2 mol%. 
Einige Stämme der Art Xanthomonas campestris scheiden Xanthan aus. Dieses wird industriell erzeugt und wässrigen Lösungen zur Viskositätserhöhung zugesetzt, so beispielsweise bei Pudding, Diätsuppen und Druckerschwärze.

## Xanthomonasals Krankheitserreger

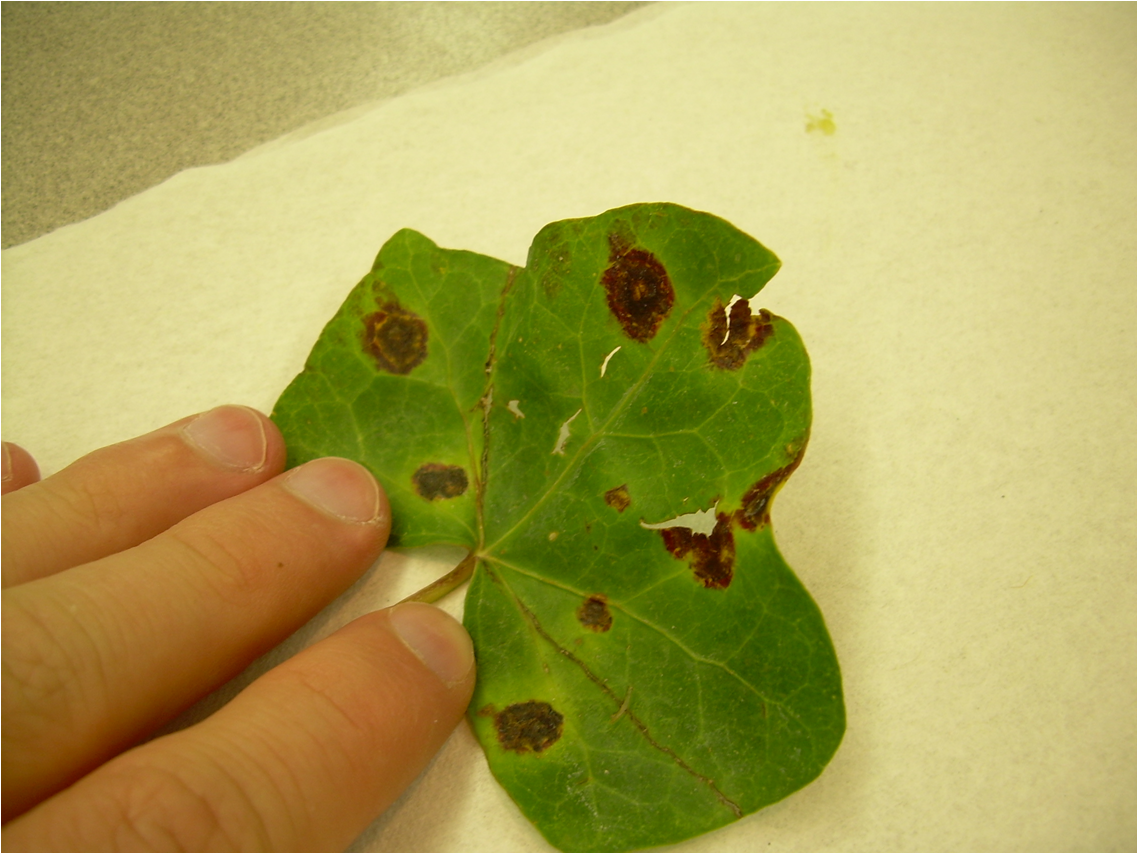
Blattfleckenkrankheit bei Efeu, ausgelöst durch X. campestris pv. hederae.

Durch Xanthomonas-Arten und Pathovare verursachte Schädigungen treten weltweit und an fast allen höheren Pflanzen auf. Dort sind sie Erreger von Pflanzenkrankheiten bei weltwirtschaftlich so bedeutenden landwirtschaftlichen Kulturen wie Reis, Kohl oder Weizen. Als typische Schadsymptome treten auf: Läsionen in Form von Nekrosen an Blätter, Stängel und Früchten, Welke vor allem an Blätter und Blatt- und Stängelfäule.

### Xanthomonas campestris
Die meisten Pflanzenkrankheiten werden durch Pathovare der Art Xanthomonas campestris hervorgerufen:
Xanthomonas campestris pv. campestris ist verantwortlich für die so genannte Aderschwärze bei allen Kulturformen von Kohlarten wie beispielsweise Weißkohl oder Blumenkohl. Bei der Krankheit handelt es sich um eine Tracheobakteriose mit Welke und Fäule als Sekundärsymptom. Das Bakterium besiedelt und verstopft dabei die Leitungsbahnen (Tracheen) der Pflanze und kann bei feucht-warmer Witterung in epidemischer Form auftreten.
Xanthomonas campestris pv. begoniae verursacht die Blattfleckenkrankheit bei Kulturbegonien, insbesondere bei Begonien der Elatior- und Lorraine-Gruppe. Blätter weisen anfangs durchscheinende, ölfleckartige Blattflecken auf die später zu Nekrosen, häufig am Blattrand, werden. Die Blattfleckenkrankheit bei den genannten Kulturbegonien ist in entsprechend spezialisierten Zierpflanzenbaubetrieben von großer Bedeutung.
Xanthomonas campestris pv. pelargonii verursacht die bakterielle Stängel- und Blattwelke bei Pelargonien. Insbesondere bei der gartenbaulich weltweit relevanten Kultur von Pelargonium-Zonale-Hybriden und Pelargonium-Peltatum-Hybriden ist die Krankheit von großer Bedeutung. Symptome sind das vorzeitige Welken von Blättern im unteren Stängelbereich sowie der Fäulnisbefall des Stängels, der zum Absterben des Triebes führt. Kommerziell genutzte Mutterpflanzen für die Vermehrung entsprechenden Stecklingmaterials werden deshalb nur noch über Pflanzliche Gewebekultur unter Nutzung eines maximal 1 cm großen Abschnitts des oberen Sprossabschnitts unter Nutzung des bakterienfreien Apikalmeristems vermehrt.
Xanthomonas campestris pv. hyacinthii führt bei Hyazinthen zur Gelbfäule. Symptome der Krankheit sind ein insgesamt gehemmter Austrieb der Zwiebel und Wachstumsstockungen, glasige Blattstreifen, Blattabfall und Welke sowie der Austritt von gelbem Saft aus Faulstellen (Gelber Rotz).
Xanthomonas campestris pv. phaseoli ist der Erreger des Bohnenbrandes. Außer Phaseolus-Arten treten auch Sojabohne und Lupinen als Wirtspflanzen auf. Der Bohnenbrand führt zu Blattflecken und im späteren Stadium zu Nekrosen der Hülse. Dabei kommt es zum Austritt von Bakterienschleim.  
Xanthomonas campestris pv. translucens verursacht bei der Getreideart Weizen die Schwarzspelzigkeit oder Streifenkrankheit. Als Wirtspflanze dienen verschiedene Triticum-Arten.
Xanthomonas campestris pv. juglandis ist der Erreger des Walnussbrandes bei der Walnuss. Symptome sind nekrotische Flecke im Bereich der Blattadern, an jungen Trieben und an Früchten, die frühzeitig abfallen. Es werden vor allem ältere Bäume befallen. Der Erreger kann in Blattknospen überdauern.
Xanthomonas campestris pv. citri verursacht bei Zitruspflanzen den so genannten Citruskrebs. Unter dieser Bakteriose leidet derzeit der Zitruslandbau Australiens, Brasiliens und der USA. Zur Bekämpfung erließen die USA ein Verbot der Einfuhr von Szechuanpfeffer, der die für Menschen völlig ungefährlichen Xanthomonas-Bakterien enthalten kann. Seit 2005 darf zuvor auf 70 °C erhitzter Szechuanpfeffer wieder eingeführt werden
Xanthomonas campestris pv. malvacearum schädigt ebenfalls eine landwirtschaftlich bedeutende Kultur, indem das Bakterium bei Befall von Baumwollpflanzen Blattfäule hervorruft. Zudem kommt es bei dieser Krankheit zu einer samenbürtigen Übertragung.
Xanthomonas campestris pv. oryzae führt bei Befall zur Weißblättrigkeit bei Reispflanzen.
Xanthomonas campestris pv. graminis (und weitere gattungsspezifische Pathovare) schädigt vor allem verschiedene Futtergräser aus der Familie der Poaceae (früher Graminae genannt) durch Blattfäule. Die weitere Unterteilung in gattungsspezifische Pathovare wie pv. poae, arrhenateri oder phlei weist auf eine weitere Spezialisierung des Bakteriums hin.

### Xanthomonas stewartii
Pantoea stewartii ist ein Erreger, der früher als Xanthomonas stewartii in die Gattung Xanthomonas gestellt wurde, das Basonym ist Erwinia stewartii. Die durch den Erreger verursachte Krankheit wird Stewarts- bzw. Maiswelke genannt. Die Krankheit ist seit langer Zeit in Amerika heimisch, wurde durch Saatgutlieferungen in andere Erdteile verschleppt und kann ganze Maisbestände zum Absterben und Totalausfall bringen. In der EU ist die Maiswelke als Quarantäne-Krankheit eingestuft. Sie überwintert als samenbürtiges Bakterium im Boden oder auf Maispflanzenresten. Über Winter wird sie durch den Maiserdfloh (Chaetocnema pulicaria) während der Vegetation durch den Maiswurzelbohrer Diabrotica undecimpunctata und andere Maisschädlinge übertragen.
Bekämpft wird diese Krankheit durch die Wahl resistenter Maissorten, Verwendung von infektionsfreiem Saatgut und früher Insektizidbehandlung zur Abwehr von Krankheitsüberträgern.

### Xanthomonas translucens
Hauptartikel: Xanthomonas translucens
Xanthomonas translucens befällt Getreide und ruft dort die Schwarzspelzigkeit (auch bakterielle Streifenkrankheit genannt) hervor.

## Veröffentlichungen
- Gerhard Reuther, Martin Bahmann: Elimination of Xanthomonas campestris pv. pelargonii by Means of Micropropagation of Pelargonium Stock Plants; In: 3rd International Geranium Conference, 1992. Proceedings, Ball Publishing Batavia, IL. USA; (1992).